# 6e étape du Tour d'Italie 2018
Pour un article plus général, voir Tour d'Italie 2018.
La 6e étape du Tour d'Italie 2018 se déroule le jeudi 10 mai 2018, entre Caltanissetta et l'Etna (observatoire d'Astrophysique) sur une distance de 164 km. Il s'agit de la première étape de montagne et de la première arrivée au sommet de ce Tour d'Italie. Elle est classée dans la catégorie des étapes dites de « grande difficulté ».

## Parcours
L'étape s'achève par une ascension inédite de l'Etna.

## Déroulement de la course
Le début d'étape, en descente, est rapide et agité en tête de peloton. De nombreuses attaques ont lieu, que différentes équipes ne laissent pas se développer en échappée. Il faut attendre une cinquantaine de kilomètres pour qu'un groupe de vingt-sept prenne suffisamment d'avance. Ce groupe comprend notamment Esteban Chaves, co-leader de l'équipe Mitchelton-Scott, ainsi que Sergio Henao (Sky) et Sam Oomen (Sunweb). L'équipe BMC assure la poursuite en tête du peloton afin de protéger le maillot rose de Rohan Dennis, et reçoit l'aide des équipes Astana et Bahrain-Merida. Alors que l'avance des échappés culmine à trois minutes, elle n'est plus que d'une minute et 15 secondes au pied de l'ascension de l'Etna.
À neuf kilomètres de l'arrivée, le groupe de tête ne comprend plus que neuf coureurs, après des attaques de Robert Gesink et Alessandro De Marchi, Giulio Ciccone tente sa chance à son tour. Esteban Chaves attaque à environ cinq kilomètres de l'arrivée, dans la partie la plus pentue de l'ascension, rattrape Ciccone et part seul.
Au sein du peloton, l'équipe Astana impose une vitesse élevée dans l'ascension, de sorte qu'il ne subsiste qu'un groupe d'une vingtaine de coureurs. Quelques accélérations mettent Christopher Froome et Fabio Aru en difficulté, mais tous deux parviennent à refaire le terrain concédé. À 1,5 kilomètre de l'arrivée, Simon Yates attaque et n'est pas suivi. Il revient avec grande facilité sur son coéquipier Chaves à 600 mètres de l'arrivée avant de le laisser franchir le premier la ligne d'arrivée, les deux coureurs célébrant ce doublé de l'équipe Mitchelton-Scott. Un groupe de sept favoris arrive avec 26 secondes de retard, Thibaut Pinot prenant la troisième place au sprint,.
Rohan Dennis arrive avec plus d'une minute de retard. Il passe à la sixième place du classement général et cède ainsi le maillot rose à Simon Yates. Celui-ci devance Tom Dumoulin de 16 secondes et Esteban Chaves de 26 secondes, les autres coureurs ayant plus d'une minute de retard. Esteban Chaves revêt le maillot bleu de leader du classement de la montagne.

## Résultats

### Classement de l'étape
| \| Classement de l'étape \| Classement de l'étape \| Classement de l'étape \| Classement de l'étape \| Classement de l'étape \| \| Coureur \| Coureur \| Pays \| Équipe \| Temps \| \| --------------------- \| --------------------- \| --------------------- \| --------------------- \| --------------------- \| \| 1er \| Esteban Chaves \| Colombie \| Mitchelton-Scott \| 4 h 16 min 11 s \| \| 2e \| Simon Yates \| Royaume-Uni \| Mitchelton-Scott \| + 0 s \| \| 3e \| Thibaut Pinot \| France \| Groupama-FDJ \| + 26 s \| \| 4e \| George Bennett \| Nouvelle-Zélande \| LottoNL-Jumbo \| + 26 s \| \| 5e \| Domenico Pozzovivo \| Italie \| Bahrain-Merida \| + 26 s \| \| 6e \| Miguel Ángel López \| Colombie \| Astana \| + 26 s \| \| 7e \| Richard Carapaz \| Équateur \| Movistar Team \| + 26 s \| \| 8e \| Tom Dumoulin \| Pays-Bas \| Team Sunweb \| + 26 s \| \| 9e \| Fabio Aru \| Italie \| UAE Team Emirates \| + 26 s \| \| 10e \| Christopher Froome \| Royaume-Uni \| Team Sky \| + 26 s \| |                    |                  |                   |                 |
| |                    |                  |                   |                 |
| Source : ProCyclingStats |                    |                  |                   |                 |
| Classement de l'étape |                    |                  |                   |                 |
| Coureur | Coureur            | Pays             | Équipe            | Temps           |
| 1er | Esteban Chaves     | Colombie         | Mitchelton-Scott  | 4 h 16 min 11 s |
| 2e | Simon Yates        | Royaume-Uni      | Mitchelton-Scott  | + 0 s           |
| 3e | Thibaut Pinot      | France           | Groupama-FDJ      | + 26 s          |
| 4e | George Bennett     | Nouvelle-Zélande | LottoNL-Jumbo     | + 26 s          |
| 5e | Domenico Pozzovivo | Italie           | Bahrain-Merida    | + 26 s          |
| 6e | Miguel Ángel López | Colombie         | Astana            | + 26 s          |
| 7e | Richard Carapaz    | Équateur         | Movistar Team     | + 26 s          |
| 8e | Tom Dumoulin       | Pays-Bas         | Team Sunweb       | + 26 s          |
| 9e | Fabio Aru          | Italie           | UAE Team Emirates | + 26 s          |
| 10e | Christopher Froome | Royaume-Uni      | Team Sky          | + 26 s          |

### Points attribués
|   | Cycliste        | Pays      | Équipe                      | Points |
| - | --------------- | --------- | --------------------------- | ------ |
| 1 | Giulio Ciccone  | Italie    | Bardiani CSF                | 8      |
| 2 | Tony Martin     | Allemagne | Katusha-Alpecin             | 4      |
| 3 | Marco Frapporti | Italie    | Androni Giocattoli-Sidermec | 1      |

|   | Cycliste          | Pays   | Équipe                      | Points | Bonif |
| - | ----------------- | ------ | --------------------------- | ------ | ----- |
| 1 | Marco Frapporti   | Italie | Androni Giocattoli-Sidermec | 8      | 3 s   |
| 2 | Francesco Gavazzi | Italie | Androni Giocattoli-Sidermec | 4      | 2 s   |
| 3 | Manuele Mori      | Italie | UAE Emirates                | 1      | 1 s   |

| - Sprint final de l'Etna (km 164) : \| \| Cycliste \| Pays \| Équipe \| Points \| Bonif \| \| -- \| ------------------ \| ---------------- \| ---------------- \| ------ \| ----- \| \| 1 \| Esteban Chaves \| Colombie \| Mitchelton-Scott \| 15 \| 10 s \| \| 2 \| Simon Yates \| Royaume-Uni \| Mitchelton-Scott \| 12 \| 6 s \| \| 3 \| Thibaut Pinot \| France \| Groupama-FDJ \| 9 \| 4 s \| \| 4 \| George Bennett \| Nouvelle-Zélande \| Lotto NL-Jumbo \| 7 \| \| \| 5 \| Domenico Pozzovivo \| Italie \| Bahrain-Merida \| 6 \| \| \| 6 \| Miguel Ángel López \| Colombie \| Astana \| 5 \| \| \| 7 \| Richard Carapaz \| Équateur \| Movistar \| 4 \| \| \| 8 \| Tom Dumoulin \| Pays-Bas \| Sunweb \| 3 \| \| \| 9 \| Fabio Aru \| Italie \| UAE Emirates \| 2 \| \| \| 10 \| Christopher Froome \| Royaume-Uni \| Sky \| 1 \| \| |                    |                  |                  |        |       |
| | Cycliste           | Pays             | Équipe           | Points | Bonif |
| 1 | Esteban Chaves     | Colombie         | Mitchelton-Scott | 15     | 10 s  |
| 2 | Simon Yates        | Royaume-Uni      | Mitchelton-Scott | 12     | 6 s   |
| 3 | Thibaut Pinot      | France           | Groupama-FDJ     | 9      | 4 s   |
| 4 | George Bennett     | Nouvelle-Zélande | Lotto NL-Jumbo   | 7      |       |
| 5 | Domenico Pozzovivo | Italie           | Bahrain-Merida   | 6      |       |
| 6 | Miguel Ángel López | Colombie         | Astana           | 5      |       |
| 7 | Richard Carapaz    | Équateur         | Movistar         | 4      |       |
| 8 | Tom Dumoulin       | Pays-Bas         | Sunweb           | 3      |       |
| 9 | Fabio Aru          | Italie           | UAE Emirates     | 2      |       |
| 10 | Christopher Froome | Royaume-Uni      | Sky              | 1      |       |

### Cols et côtes
- Côte de l'Etna (observatoire d'Astrophysique), 1re catégorie (km 164) :

|   | Cycliste           | Pays             | Équipe           | Points |
| - | ------------------ | ---------------- | ---------------- | ------ |
| 1 | Esteban Chaves     | Colombie         | Mitchelton-Scott | 35     |
| 2 | Simon Yates        | Royaume-Uni      | Mitchelton-Scott | 18     |
| 3 | Thibaut Pinot      | France           | Groupama-FDJ     | 12     |
| 4 | George Bennett     | Nouvelle-Zélande | Lotto NL-Jumbo   | 9      |
| 5 | Domenico Pozzovivo | Italie           | Bahrain-Merida   | 6      |
| 6 | Miguel Ángel López | Colombie         | Astana           | 4      |
| 7 | Richard Carapaz    | Équateur         | Movistar         | 2      |
| 8 | Tom Dumoulin       | Pays-Bas         | Sunweb           | 1      |

## Classements à l'issue de l'étape

### Classement général
| \| Classement général \| Classement général \| Classement général \| Classement général \| Classement général \| \| Coureur \| Coureur \| Pays \| Équipe \| Temps \| \| ------------------ \| ------------------ \| ------------------ \| ------------------ \| ------------------ \| \| 1er \| Simon Yates \| Royaume-Uni \| Mitchelton-Scott \| 22 h 46 min 03 s \| \| 2e \| Tom Dumoulin \| Pays-Bas \| Team Sunweb \| + 16 s \| \| 3e \| Esteban Chaves \| Colombie \| Mitchelton-Scott \| + 26 s \| \| 4e \| Domenico Pozzovivo \| Italie \| Bahrain-Merida \| + 43 s \| \| 5e \| Thibaut Pinot \| France \| Groupama-FDJ \| + 45 s \| \| 6e \| Rohan Dennis \| Australie \| BMC Racing Team \| + 53 s \| \| 7e \| Pello Bilbao \| Espagne \| Astana \| + 1 min 03 s \| \| 8e \| Christopher Froome \| Royaume-Uni \| Team Sky \| + 1 min 10 s \| \| 9e \| George Bennett \| Nouvelle-Zélande \| LottoNL-Jumbo \| + 1 min 11 s \| \| 10e \| Fabio Aru \| Italie \| UAE Team Emirates \| + 1 min 12 s \| |                    |                  |                   |                  |
| |                    |                  |                   |                  |
| Source : ProCyclingStats |                    |                  |                   |                  |
| Classement général |                    |                  |                   |                  |
| Coureur | Coureur            | Pays             | Équipe            | Temps            |
| 1er | Simon Yates        | Royaume-Uni      | Mitchelton-Scott  | 22 h 46 min 03 s |
| 2e | Tom Dumoulin       | Pays-Bas         | Team Sunweb       | + 16 s           |
| 3e | Esteban Chaves     | Colombie         | Mitchelton-Scott  | + 26 s           |
| 4e | Domenico Pozzovivo | Italie           | Bahrain-Merida    | + 43 s           |
| 5e | Thibaut Pinot      | France           | Groupama-FDJ      | + 45 s           |
| 6e | Rohan Dennis       | Australie        | BMC Racing Team   | + 53 s           |
| 7e | Pello Bilbao       | Espagne          | Astana            | + 1 min 03 s     |
| 8e | Christopher Froome | Royaume-Uni      | Team Sky          | + 1 min 10 s     |
| 9e | George Bennett     | Nouvelle-Zélande | LottoNL-Jumbo     | + 1 min 11 s     |
| 10e | Fabio Aru          | Italie           | UAE Team Emirates | + 1 min 12 s     |

### Classement du meilleur jeune
| Classement du meilleur jeune | Classement du meilleur jeune | Classement du meilleur jeune | Classement du meilleur jeune | Classement du meilleur jeune |
| Coureur                      | Coureur                      | Pays                         | Équipe                       | Temps                        |
| ---------------------------- | ---------------------------- | ---------------------------- | ---------------------------- | ---------------------------- |
| 1er                          | Richard Carapaz              | Équateur                     | Movistar Team                | 22 h 47 min 26 s             |
| 2e                           | Ben O'Connor                 | Australie                    | Dimension Data               | + 16 s                       |
| 3e                           | Sam Oomen                    | Pays-Bas                     | Team Sunweb                  | + 19 s                       |
| 4e                           | Maximilian Schachmann        | Allemagne                    | Quick-Step Floors            | + 39 s                       |
| 5e                           | Miguel Ángel López           | Colombie                     | Astana                       | + 49 s                       |
| 6e                           | Valerio Conti                | Italie                       | UAE Team Emirates            | + 3 min 21 s                 |
| 7e                           | Fausto Masnada               | Italie                       | Androni Giocattoli-Sidermec  | + 5 min 42 s                 |
| 8e                           | Giulio Ciccone               | Italie                       | Bardiani CSF                 | + 13 min 14 s                |
| 9e                           | Koen Bouwman                 | Pays-Bas                     | LottoNL-Jumbo                | + 14 min 08 s                |
| 10e                          | Matej Mohorič                | Slovénie                     | Bahrain-Merida               | + 14 min 58 s                |

### Classement aux points
| Classement par points | Classement par points | Classement par points | Classement par points         | Classement par points |
| Coureur               | Coureur               | Pays                  | Équipe                        | Points                |
| --------------------- | --------------------- | --------------------- | ----------------------------- | --------------------- |
| 1er                   | Elia Viviani          | Italie                | Quick-Step Floors             | 131 pts               |
| 2e                    | Sacha Modolo          | Italie                | EF Education First-Drapac     | 55 pts                |
| 3e                    | Jakub Mareczko        | Italie                | Wilier Triestina-Selle Italia | 53 pts                |
| 4e                    | Sam Bennett           | Irlande               | Bora-Hansgrohe                | 50 pts                |
| 5e                    | Marco Frapporti       | Italie                | Androni Giocattoli-Sidermec   | 49 pts                |
| 6e                    | Guillaume Boivin      | Canada                | Israel Cycling Academy        | 48 pts                |
| 7e                    | Enrico Battaglin      | Italie                | LottoNL-Jumbo                 | 37 pts                |
| 8e                    | Rohan Dennis          | Australie             | BMC Racing Team               | 32 pts                |
| 9e                    | Tim Wellens           | Belgique              | Lotto-Soudal                  | 30 pts                |
| 10e                   | Simon Yates           | Royaume-Uni           | Mitchelton-Scott              | 30 pts                |

### Classement du meilleur grimpeur
| Classement de la montagne | Classement de la montagne | Classement de la montagne | Classement de la montagne     | Classement de la montagne |
| Coureur                   | Coureur                   | Pays                      | Équipe                        | Points                    |
| ------------------------- | ------------------------- | ------------------------- | ----------------------------- | ------------------------- |
| 1er                       | Esteban Chaves            | Colombie                  | Mitchelton-Scott              | 35 pts                    |
| 2e                        | Simon Yates               | Royaume-Uni               | Mitchelton-Scott              | 18 pts                    |
| 3e                        | Thibaut Pinot             | France                    | Groupama-FDJ                  | 12 pts                    |
| 4e                        | Enrico Barbin             | Italie                    | Bardiani CSF                  | 11 pts                    |
| 5e                        | George Bennett            | Nouvelle-Zélande          | LottoNL-Jumbo                 | 9 pts                     |
| 6e                        | Marco Frapporti           | Italie                    | Androni Giocattoli-Sidermec   | 7 pts                     |
| 7e                        | Ryan Mullen               | Irlande                   | Trek-Segafredo                | 6 pts                     |
| 8e                        | Domenico Pozzovivo        | Italie                    | Bahrain-Merida                | 6 pts                     |
| 9e                        | Eugert Zhupa              | Albanie                   | Wilier Triestina-Selle Italia | 5 pts                     |
| 10e                       | Andrea Vendrame           | Italie                    | Androni Giocattoli-Sidermec   | 4 pts                     |

### Classements par équipes

#### Classement au temps
| Classement par équipes | Classement par équipes                   | Classement par équipes | Classement par équipes |
| Équipe                 | Équipe                                   | Pays                   | Temps                  |
| ---------------------- | ---------------------------------------- | ---------------------- | ---------------------- |
| 1re                    | Mitchelton-Scott                         | Australie              | 68 h 20 min 33 s       |
| 2e                     | Sky                                      | Royaume-Uni            | + 2 min 06 s           |
| 3e                     | Movistar Team                            | Espagne                | + 2 min 06 s           |
| 4e                     | Astana                                   | Kazakhstan             | + 2 min 23 s           |
| 5e                     | UAE Team Emirates                        | Émirats arabes unis    | + 6 min 00 s           |
| 6e                     | Groupama-FDJ                             | France                 | + 8 min 02 s           |
| 7e                     | Team Sunweb                              | Allemagne              | + 13 min 40 s          |
| 8e                     | Lotto NL-Jumbo                           | Pays-Bas               | + 14 min 48 s          |
| 9e                     | EF Education First-Drapac p/b Cannondale | États-Unis             | + 15 min 40 s          |
| 10e                    | Dimension Data                           | Afrique du Sud         | + 17 min 32 s          |

#### Classement aux points
| Classement par équipes aux points | Classement par équipes aux points | Classement par équipes aux points | Classement par équipes aux points |
| Équipe                            | Équipe                            | Pays                              | Points                            |
| --------------------------------- | --------------------------------- | --------------------------------- | --------------------------------- |

## Abandon
- 78 -  Rüdiger Selig (Bora-Hansgrohe) : Non partant